# شهرستان ارتیس
شهرستان ارتیس (به قزاقی: Ертіс ауданы، ەرتىس اۋدانى. به روسی:Иртышский район) نام یک شهرستان در قزاقستان است که در استان پاولودار، در شمال شرق قزاقستان واقع شده‌است.
نام رود ایرتیش بر روی این شهرستان گذاشته شده است.

## خصوصیات
شهرستان ارتیس ۱۰٬۲۰۰ کیلومترمربع مساحت و ۱۹,۰۳۷ نفر جمعیت دارد.